# 李福 (唐)
李 福（り ふく、貞観8年（634年）- 咸亨元年8月24日（670年9月13日））は、中国の唐の太宗李世民の十三男。字は祐。趙王に立てられた。

## 経歴
李世民と楊妃の間に生まれた。
貞観13年（639年）、趙王に封じられ、隠太子李建成の後を継いだ。貞観18年（644年）、秦州都督に任じられ、実封800戸を受けた。貞観23年（649年）、右衛大将軍を加えられ、梁州都督となった。
咸亨元年（670年）、梁州の官邸で亡くなった。司空・并州都督の位を贈られ、昭陵に陪葬された。
妻の宇文修多羅（うぶんしゅうだら）は、字を普明といい、宇文士及の娘であった。
子がなく、神龍初年、蒋王李惲の孫の李思順が趙王を嗣いだ。

## 伝記資料
- 『旧唐書』巻76 列伝第26「趙王福伝」
- 『新唐書』巻80 列伝第5「趙王福伝」
- 大唐故贈司空荊州大都督上柱国趙王墓誌銘
- 大唐趙王故妃宇文氏墓誌銘